# Kaldoaivin erämaa
Das Wildnisgebiet, FFH-Gebiet und europäische Vogelschutzgebiet Kaldoaivin erämaa (schwedisch Kaldoaivi ödemarksområde, nordsamisch Gálddoaivvi meahcceguovlu) liegt im Norden Finnlands. Es handelt sich um das nördlichste Natura-2000-Gebiet der EU und gleichzeitig um das größte Natura-2000-Gebiet Finnlands. Das über 3.500 km² große Gebiet wird von tundraartigen Fjäll-Hochebenen geprägt.
Das Gebiet wurde im Jahr 1998 als Site of Community Importance vorgeschlagen und 2015 als Special Area of Conservation ausgewiesen. Die Meldung als Vogelschutzgebiet erfolgte im Jahr 1998.

## Schutzzweck

### Lebensraumtypen
Folgende Lebensraumtypen nach Anhang I der FFH-Richtlinie sind für das Gebiet gemeldet. Prioritäre Lebensraumtypen sind mit * gekennzeichnet:
| EU Code | * | Lebensraumtyp (offizielle Bezeichnung)                                                                          | Fläche [ha] |
| ------- | - | --- | ----------- |
| 3110    |   | Oligotrophe, sehr schwach mineralische Gewässer der Sandebenen (Littorelletalia uniflorae)                      | 15.233      |
| 3160    |   | Dystrophe Seen und Teiche                                                                                       | 8           |
| 3210    |   | Natürliche Flüsse Fennoskandiens                                                                                | 13.600      |
| 3220    |   | Alpine Flüsse mit krautiger Ufervegetation                                                                      | 1.150       |
| 3230    |   | Alpine Flüsse mit Ufergehölzen von Myricaria germanica                                                          | 25,8        |
| 3260    |   | Flüsse der planaren bis montanen Stufe mit Vegetation des Ranunculion fluitantis und des Callitricho-Batrachion | 26          |
| 4060    |   | Alpine und boreale Heiden                                                                                       | 130.000     |
| 4080    |   | Subarktisches Weidengebüsch                                                                                     | 40          |
| 6150    |   | Boreo-alpines Grasland auf Silikatsubstraten                                                                    | 120         |
| 7140    |   | Übergangs- und Schwingrasenmoore                                                                                | 33.800      |
| 7220    | * | Kalktuffquellen (Cratoneurion)                                                                                  | 0,03        |
| 7230    |   | Kalkreiche Niedermoore                                                                                          | 280         |
| 7310    | * | Aapa-Moore | 32.500      |
| 7320    | * | Palsa-Moore | 10.000      |
| 8220    |   | Silikatfelsen mit Felsspaltenvegetation                                                                         | 4.107       |
| 9010    | * | Westliche Taiga                                                                                                 | 5.600       |
| 9040    |   | Subalpine/subarktische nordische Wälder von Betula pubescens ssp. Czerepanovii                                  | 75.000      |
| 9050    |   | Krautreiche Fichtenwälder Fennoskandiens                                                                        | 30          |
| 91D0    | * | Moorwälder | 800         |
| 91E0    | * | Auen-Wälder mit Alnus glutinosa und Fraxinus excelsior (Alno-Padion, Alnion incanae, Salicion albae)            | 0,78        |

### Arteninventar
Folgende Arten von gemeinschaftlichem Interesse kommen im Gebiet vor:
| Bild                        | EU Code | * | Art                         | wissenschaftlicher Name | Artengruppe    |
| --------------------------- | ------- | - | --------------------------- | ----------------------- | -------------- |
|                             | 1911    | * | Polarfuchs                  | Alopex lagopus          | Säugetiere     |
|                             | 1950    |   |                             | Carex holostoma         | Pflanzen       |
|                             | 1932    |   | Rundaugen-Mohrenfalter      | Erebia medusa polaris   | Schmetterlinge |
|                             | 1912    | * | Vielfraß                    | Gulo gulo               | Säugetiere     |
| Firnisglänzendes Sichelmoos | 1381    |   | Firnisglänzendes Sichelmoos | Hamatocaulis vernicosus | Moose          |
|                             | 1355    |   | Fischotter                  | Lutra lutra             | Säugetiere     |
|                             | 1389    |   | Langstieliges Bruchmoos     | Meesia longiseta        | Moose          |
|                             | 1972    |   |                             | Ranunculus lapponicus   | Pflanzen       |
|                             | 1528    |   | Moor-Steinbrech             | Saxifraga hirculus      | Pflanzen       |

Folgende Vogelarten sind für das Gebiet gemeldet; Arten, die im Anhang I der Vogelschutzrichtlinie geführt sind, sind mit * gekennzeichnet:
| EU Code | * | Art                  | wissenschaftlicher Name |
| ------- | - | -------------------- | ----------------------- |
| A054    |   | Spießente            | Anas acuta              |
| A039    |   | Waldsaatgans         | Anser fabalis           |
| A258    |   | Rotkehlpieper        | Anthus cervinus         |
| A222    | * | Sumpfohreule         | Asio flammeus           |
| A062    |   | Bergente             | Aythya marila           |
| A146    |   | Temminckstrandläufer | Calidris temminckii     |
| A139    | * | Mornellregenpfeifer  | Charadrius morinellus   |
| A264    |   | Wasseramsel          | Cinclus cinclus         |
| A082    | * | Kornweihe            | Circus cyaneus          |
| A038    |   | Höckerschwan         | Cygnus cygnus           |
| A542    |   | Waldammer            | Emberiza rustica        |
| A098    | * | Merlin               | Falco columbarius       |
| A096    |   | Turmfalke            | Falco tinnunculus       |
| A002    | * | Prachttaucher        | Gavia arctica           |
| A001    | * | Sterntaucher         | Gavia stellata          |
| A127    | * | Kranich              | Grus grus               |
| A150    |   | Sumpfläufer          | Limicola falcinellus    |
| A272    | * | Blaukehlchen         | Luscinia svecica        |
| A152    |   | Zwergschnepfe        | Lymnocryptes minimus    |
| A066    |   | Samtente             | Melanitta fusca         |
| A065    |   | Trauerente           | Melanitta nigra         |
| A068    | * | Zwergsäger           | Mergus albellus         |
| A260    |   | Schafstelze          | Motacilla flava         |
| A277    |   | Steinschmätzer       | Oenanthe oenanthe       |
| A170    | * | Odinshühnchen        | Phalaropus lobatus      |
| A151    | * | Kampfläufer          | Philomachus pugnax      |
| A605    |   | Wanderlaubsänger     | Phylloscopus borealis   |
| A241    | * | Dreizehenspecht      | Picoides tridactylus    |
| A140    | * | Goldregenpfeifer     | Pluvialis apricaria     |
| A194    | * | Küstenseeschwalbe    | Sterna paradisaea       |
| A457    | * | Bartkauz             | Strix nebulosa          |
| A456    | * | Sperbereule          | Surnia ulula            |
| A108    | * | Auerhuhn             | Tetrao urogallus        |
| A161    |   | Dunkelwasserläufer   | Tringa erythropus       |
| A166    | * | Bruchwasserläufer    | Tringa glareola         |
| A162    |   | Rotschenkel          | Tringa totanus          |